# Allmänning

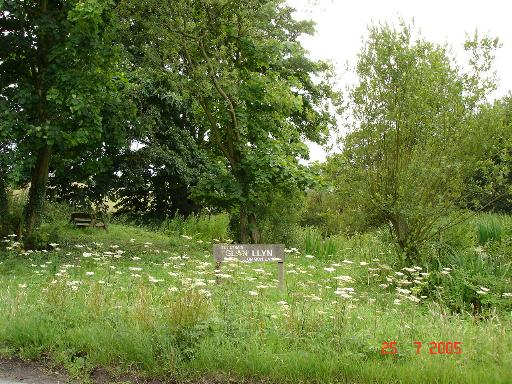
En allmänning i Wales.

Med allmänning menas en gemensamt ägd (eller nyttjad)  jord. Den består ofta av skog, betesmark eller sandtag och inkluderar tillhörande vatten. Ägandet (eller nyttjandet) kan skötas av en samfällighet eller av kronan (kronoallmänning). Sådan mark har funnits i alla germanska länder.

## Sverige
I Lappland tillkom allmänningsskogar i samband med avvittringen 1873–1925. När avvittringen tidigare genomförts i andra delar av Norrland hade de stora skogsarealer som tilldelats enskilda hemman i många fall snart köpts upp av skogsbolag. För att motverka detta avsattes vid avvittringen i Lappland en del av skogsanslagen till allmänningar för gemensamt bruk. Exempelvis omfattar Arvidsjaurs allmänning, som ägs gemensamt av socknens (idag kommunens) ägare till mantalssatta fastigheter, numera (2025) 320 km² (32 000 hektar), med sammanlagt 1 600 delägare. I Dalarna motsvaras allmänningsskogarna av besparingsskogar avsatta i samband med storskiftet. Både besparingsskogarna och allmänningsskogarna omfattas av Lagen om allmänningsskogar i Norrland och Dalarna.
Allmänningar ingår i de olika fastigheterna. När exempelvis områden styckas av för fritidsbebyggelse, lämnas ofta oanvända ytor mellan tomterna. Dessa ytor kallas ibland oegentligt allmänning, trots att de på papperet tillhör den ursprungliga fastigheten. I praktiken nyttjas de här restytorna ändå som en sorts allmänning, med stöd av allemansrätten.

### Historia
Under medeltiden fanns i Sverige by-, socken- lands- och häradsallmänningar. Dessa ägdes gemensamt av de bönder som brukade dem.
Den svenske kungen började dock redan under medeltiden lägga anspråk på härads- och landsallmänningarna. Under senmedeltiden utökades hans anspråk till Norrlands stora vidder. Från 1500-talet hävdade kronan full äganderätt till lands- och häradsallmänningar.
Med växande statsmakt gjorde kronan anspråk på obygderna med Gustav Vasas brev till nordlanden den 20 april 1542.
Sedan äldre tid ägde byamännen rätt att dela byns allmänning samt oskiftad skog tillhörig flera byar mellan sig genom skifte. På liknande sätt gjorde de jordägande sockenborna med sockenallmänningen. Närmare regler om detta fanns i kunglig förklaring den 5 april 1739 och Skogsordningen 1805.
Genom kungligt brev den 16 mars 1824 tilläts, under inflytande av frihandelsidéer, delning även av härads- och länsallmänningar mellan jordägarna.
Av de gamla lands- eller länsallmänningarna finns nu inga kvar. Sedan den ekonomiska uppfattningen ändrats, medgav kunglig förordning den 21 juni 1894 inte längre delning av häradsallmänning. De skulle tillhöra jordägarna av mantal inom häradet och förvaltas för delägarnas räkning av allmänningsstyrelser under uppsikt av Skogsvårdsstyrelsen enligt fastställda hushållningsplaner.
I samband med storskiftet samt genom avvittring har inom Norrland och Dalarna avsatts betydande sockenallmänningar och besparingsskogar om tillsammans 600 000 ha. Åtskilliga dalasocknar kunde genom besparing av allmänningens avkastning bygga upp stora fonder.

## Andra länder
Allmänningar kallas i England Commons, i Tyskland Allmende, i Nederländerna Gemene gronden, i Danmark Alminding/Allminding  och Norge Allmenning. På sydsvensk dialekt kallades allmänningar som användes till bete för fälad (danska: fælled, från fælles – gemensam).
I Norge ansågs vid den historiska tidens början allmänning, varmed åsyftades de stora obrukbara trakterna, tillhöra staten (”konungen”), men kringboende allmoge ägde rätt till vedfångst och slåtter. Under 1700-talet skiftades dock många allmänningar och såldes till privata personer.
På Jylland tillhörde enligt Jydske Lov allmänningarna på 1200-talet kungen, men skogen på dessa tillhörde bönderna, d. v. s. de sistnämnda hade rätt till vedfångst och bete (särskilt ollonsvin). Liknande regler gällde i Skåne. Under 1700-talet delades socken- och byallmänningarna i Danmark mellan delägarna.

## Vidgad politisk betydelse
Även kulturella rörelser har alltmer talat om allmänningar. Det gäller rörelsen för fildelning som talar om digitala allmänningar, digital commons. En annan rörelse är Creative Commons och dess egen form av upphovsrättsliga licenser; Wikimedia Commons är en mediedatabas baserad på Creative Commons-licenser.

## Källhänvisningar
1. 1 2 3 4    i Nationalencyklopedins nätupplaga. Läst 6 mars 2015.
2. ↑  Almquist, Jan Eric (1928). ”Det norrländska avvittringsverket”. Svenska lantmäteriet 1628–1928: historisk skildring. D. 1. Stockholm. Libris 428437
3. ↑  "ARVIDSJAURS ALLMÄNNINGS HISTORIA". allmanningen.nu. Läst 2 februari 2025.
4. ↑  Thyselius Erik, Söderberg Verner, Lorents Yngve, red (1923-1937). Nordisk familjebok: encyklopedi och konversationslexikon (3., väsentligt omarb. och koncentrerad uppl.). Stockholm: Nordisk familjebok. Libris 1440270
5. ↑  Lag om allmänningsskogar i Norrland och Dalarna (1952:167 )
6. 1 2 3 4 5 6 7  Svensk Uppslagsbok’’, Band 1, 1947-1955. (spalt 669)

- Allmänning i Herman Juhlin-Dannfelt, Lantmannens uppslagsbok (1923)